# Großes Sängerlexikon
Il Großes Sängerlexikon (in italiano Grande dizionario biografico dei cantanti, letteralmente Grande lessico dei cantanti) è un dizionario in lingua tedesca che raccoglie la biografia dei cantanti lirici e le loro carriere musicali, edito da Karl-Josef Kutsch (1924) e Leo Riemens (1910-1985). È considerato il dizionario più completo e dettagliato al mondo nella sfera del canto. 

## Contenuto
Contiene 5.371 pagine e 18.760 biografie di cantanti dal XVI° secolo fino ai giorni nostri. Di ciascun cantante sono forniti il nome, la tessitura, gli elementi biografici (nascita, decesso, famiglia, formazione), i luoghi di produzione artistica, il repertorio musicale e le date di composizioni di opere e operette e la loro prima esecuzione mondiale.
La raccolta è stata avviata dal medico Karl-Josef Kutsch, collezionista di dischi e biografie di cantanti, e dal musicologo olandese Leo Riemens. Dopo la morte di Riemens, Hansjörg Rost (1942), insegnante di grammatica, è stato coinvolto dal 1994 come co-editore.

## Edizioni
Fu pubblicato nel 1962 con il titolo di Unvergängliche Stimmen. Kleines Sängerlexikon (Voci immortali, piccolo lessico dei cantanti). La quarta edizione, Großes Sängerlexikon, risale al 2003. 
La terza edizione ha un CD-ROM allegato e la quarta edizione è pubblicata anche in formato e-book.
Unvergängliche Stimmen. Kleines Sängerlexikon
- 1a edizione. Francke, Berne et Munich 1962, 429 p.
- 2a edizione, rivista e completata. Francke, Berne et Munich 1966, 555 p.

Unvergängliche Stimmen. Sängerlexikon
- 1a edizione:
  - Volume principale (Hauptband). Francke, Berne et Munich 1975, ISBN 3-7720-1145-4, 731 p.
  - Volume supplementare (Ergänzungs-Band). Francke, Berne et Munich 1979, ISBN 3-7720-1437-2, 263 p.
- 2a edizione revista e aggiornata. Francke, Berne et Munich 1982, ISBN 3-7720-1555-7, 782 p.

Großes Sängerlexikon
- 1a edizione:
  - 2 volumi principali, (A–L; M–Z). Saur, Berne 1987, ISBN 3-317-01638-8, 3 452 p.
  - Volume supplementare 1. Saur, Berne 1991, ISBN 3-317-01763-5, 2 002 p.
  - Volume supplementare 2. Saur, Berne 1994, ISBN 3-907820-69-X, 1 598 p.

- 2a edizione, invariata:
  - Kartonierte Ausgabe. Saur, Berne 1993, ISBN 3-907820-70-3

- 3a edizione, aggiornata:
  - 5 volumi principali (Aarden–Davis; Davislim–Hiolski; Hirata–Möves; Moffo–Seidel; Seidemann–Zysset). Saur, Berne et Munich 1997, ISBN 3-598-11598-9 (geb.) bzw. ISBN 3-598-11419-2 (in formato cartaceo, 1999), 3 980 p.
  - Volume 6, supplementare. Saur, Munich 2000, ISBN 3-598-11418-4, 679 p.
  - CD-ROM dei volumi 1–6 (= Digitale Bibliothek vol. 33). Directmedia, Berlino 2000, ISBN 3-89853-133-3. Anche: Directmedia, Berlino 2004, ISBN 3-89853-433-2
  - Volume 7, aggiunte 2. Saur, Munich 2002, ISBN 3-598-11453-2, 634 p.

- 4a edizione, rivista e aggiornata:
  - 7 volumi (Aarden–Castles; Castori–Frampoli; Franc–Kaidanoff; Kainz–Menkes; Menni–Rappold; Rasa–Sutton; Suvanny–Zysset). In formato cartaceo e in E-Book. Saur, Munich 2003, ISBN 978-3-598-44088-5 (anche De Gruyter, Berlino, ISBN 978-3-11-915958-6, LIX, 5 371 p.